# Вольсфельд
Вольсфельд (нем. Wolsfeld) — община в Германии, в земле Рейнланд-Пфальц. 
Входит в состав района Айфель-Битбург-Прюм. Подчиняется управлению Битбург-Ланд.  Население составляет 810 человек (на 31 декабря 2010 года). Занимает площадь 9,27 км².